# ダイエット生
ダイエット生（ダイエットなま）は、サントリー（初代法人、現在のサントリーホールディングス）から発売されていた低カロリー発泡酒の一つ。2001年10月販売開始。2012年3月製造・出荷終了。

## 概要
2001年10月10日に発売開始され、同社製造の発泡酒よりカロリーが50%、糖質が70%、プリン体が50%それぞれカットされている。2000年代初旬は「健康志向」の機運が高まっていたことで、サントリーは発泡酒で初めて「カロリーオフ」「ダイエット」をテーマにし、味とカロリーオフの両立を実現した当商品を新発売したところ、カロリーオフカテゴリーの初回出荷数で当時の過去最高値を記録し、支持されシェアを伸ばしたこともあり、食品ヒット大賞を受賞した。
2008年10月7日に、ダイエット〈生〉クリアテイストにリニューアルされたが、2009年12月中旬に再びリニューアルし、うまみと後味のキレを向上させ、名称はダイエット〈生〉のみに戻った。350mlと500mlの缶製品の他に、小瓶（334mlのサントリー専用瓶）でも販売されていた。
しかし、2002年4月に発売された淡麗グリーンラベルとの競争が激化した上、2009年より第三のビールからも機能性を重視した商品が登場したことで売り上げが減少し、サントリーは発泡酒事業の縮小方針を示している影響から、2012年3月中旬に製造を終了した。今後の代替は既存の第三のビールである「金麦 糖質75%オフ」、および2021年4月より製造・販売を開始した機能性重視の熱処理ビールである「パーフェクトサントリービール」がその役目を担うこととなった。

## コマーシャル
発売当初、イメージキャラクターに当時の首相だった小泉純一郎の息子･小泉孝太郎が起用され（後に俵孝太郎、爆笑問題（田中裕二・太田光）、木内晶子、三瓶と共演）話題を呼んだ。このデビューCMの出演料をめぐっては、小泉純一郎が国会で石井一から「息子が5000万円の出演料をもらったから発泡酒増税を見送ったのではないか。」と追及を受け、それに対して「ウソ言うな!」と反論したというエピソードがある。
2003年からは、川平慈英と白石美帆を起用。その後、ルーシー・リューや飯島直子、今井美樹、福山雅治などが出演した。2009年の市村正親、加藤ローサ、佐藤隆太の出演していたシリーズ以降、CMは制作されなかった。